# Love Letter (álbum de Ai Otsuka)
LOVE LETTER é o quinto álbum de estúdio da cantora Ai Otsuka, lançado dia 17 de Dezembro de 2008  nos formatos CD e CD+DVD. O álbum estreou em 3º na Oricon e recebeu certificação de Ouro pela RIAJ pelas 179,670 cópias vendidas.

## Faixas

### CD
1. LOVE LETTER
2. Rocket Sneaker (ロケットスニーカー)
3. Bye Bye (バイバイ)
4. Kurage, Nagareboshi (クラゲ、流れ星)
5. Ningyou (人形)
6. Kimi Fechi (君フェチ)
7. Creamy & Spicy
8. Do☆Positive (ド☆ポジティブ)
9. 360°
10. Shachihata (シャチハタ)
11. One×Time
12. Pocket (ポケット)
13. Ai (愛)

### DVD
1. Rocket Sneaker (ロケットスニーカー)
2. Kurage, Nagareboshi (クラゲ、流れ星)
3. Do☆Positive (ド☆ポジティブ)
4. 360°
5. Pocket (ポケット)
6. Ai (愛)